# Посмішка акторки
«Посмішка акторки» («Aktrisanın təbəssümü») — радянський телефільм 1974 року, знятий режисером Рауфом Казимовським на Творчому об'єднанні «Екран».

## Сюжет
Фільм присвячений видатній актрисі, народній артистці республіки Насібі Зейналовій та її багатому творчому шляху.

## У ролях
- Насіба Зейналова — Насіба
- Лютфалі Абдуллаєв — Шумал
- Наджиба Бейбутова — мати
- Мобіл Ахмедов — Джасарет
- Мамедсадих Нурієв — Алі
- Лютфія Сафарова — Наза
- Гаджибаба Багіров — Ільгар
- Імамверди Багіров — професор
- Окума Касимова — роль другого плану
- Офелія Аслан — роль другого плану

## Знімальна група
- Режисер — Рауф Казимовський
- Сценарист — Рауф Казимовський
- Оператор — Едуард Бадалов